# Стад Габесьен
«Стад Габесьен» (фр. Stade Gabésien, араб. الملعب الڨابسي‎) — футбольный клуб из города Габес, Тунис. Клуб создан в 1957 году, домашние матчи проводит на Муниципальном стадионе Габеса, вмещающим 15 000 зрителей. Клубными цветами служат зелёный и белый.
Принципиальным соперником «Стад Габесьена» является клуб из того же города Габес — «АС Габес»

## Достижения клуба
- Лига 1
  - 1961, 1979 (Южная группа), 1982 (Южная группа), 2007, 2012